# Haakon VII.
Haakon VII., pravim imenom Christian Frederik Carl Georg Valdemar Axel (Charlottenlund, 3. kolovoza 1872. – Oslo, 21. rujna 1957.), danski princ i prvi kralj Norveške, nakon obnove njene neovisnosti 1905. godine. Vladao je od 1905. do 1957. godine i bio je član dinastije Schleswig-Holstein-Sonderburg-Glücksburg.

## Životopis

### Danski princ
Rodio se u Kopenhagenu kao drugorođeni sin danskog prijestolonasljednika i kasnijeg danskog kralja Fridrika VIII. i njegove supruge, princeze Ludovike. U mladosti je nosio ime princ Karlo Danski. Školovao se od 1886. godine za karijeru pomorskog časnika. Dimplomirao je 1893. godine poslije čega je stekao čin potporučnika, da bi kasnije stekao čin prvog poručnika.
Godine 1896., princ Karlo oženio je svoju prvu rođakinju, britansku princezu Maud, kćerku budućeg britanskog kralja Eduarda VII. i buduće kraljice Aleksandre. S njom je imao sina, princa Aleksandra, budućeg noreškog kralja Olafa V.

### Dolazak na norveško prijestolje
Dana 7. lipnja 1905. godine, norveški parlament je dokinuo personalnu uniju između Norveške i Švedske, čime je uspostavljena neovisna norveška monarhija. U listopadu iste godine, dotadašnji švedski i norveški kralj Oskar II. odrekao se norveške krune, ali odbio je i formalnu ponudu norveške vlade da pošalje jednog od dvojice svojih mlađih sinova koji bi bio okrunjen za norveškog kralja. Odluka je stoga pala na danskog princa Karla, koji je imao rodbinsku vezu s dotadašnjom švedsko-norveškom dinastijom Bernadotte te vezu preko braka s britanskom kraljevskom obitelji. Budući da je već imao i sina prijestolonasljednika, postao je logičan izbor za novog kralja. Međutim, prije pristanka zahtijevao je da se održi referendum na kojem bi se norveški građani odlučili za monarhiju i njega kao kralja. Nakon što su mu građani referendum iskazali povjerenje, prihvatio je ponuđenu krunu i bio izabran za kralja 18. studenog 1905. godine, nakon čega je promijenio svoje ime u  Haakon, a sinovljevo u Olaf u uspomenu na stare norveške kraljeve iz srednjeg vijeka.
Novi kralj Haakon VII. i njegova supruga, kraljica Maude okrunjenu su 22. lipnja 1906. godine u katedrali Nidaros u norveškom gradu Trondheimu.

## Početak vladavine
Tijekom svoje prve godine života u novoj domovini, kralj Haakon i njegova supruga su obišli krajeve Norveške, kako bi se upoznali sa zemljom. Kraljevski par se preko polarnog istraživača Fridtjofa Nansena upoznao s skijanjem, nacionalnim sportom, poslije čega je kralj ustanovio tradiciju pohođenja skijaških događanja u sportsko-rekreacijskoj zoni Holmenkollen. Također, kraljevski je par započeo i drugu važnu tradiciju, odnosno godišnju dječju paradu koja se održava svakog 17. svibnja, na Dan Ustavnosti, prilikom koje kraljevska obitelj prati paradu s balkona kraljevske palače.
Kralj Haaakon VII. je u potpunosti prihvatio ulogu ustavnog monarha, ali tražio je od vlade da bude informiran o važnim političkim aferama i događajima. Svoje kraljevske ovlasti iskoristio je 1928. godine kada je postavio prvu laburističku vladu u norveškoj povijesti.
Dana 20. studenog 1938. godine, kralj Haakon VII. ostao je udovac, nakon što mu je preminula supruga Maude.

### Drugi svjetski rat
Nacistička Njemačka izvršila je invaziju na Norvešku 9. travnja 1940. godine s ciljem da zarobe kraljevsku obitelj i vladu kako bi ih prisilili na kapitulaciju. Ipak, kralj i vlada izbjegli su iz Osla prije njegova pada. U međuvremenu, nacisti su postavili zahtjev kralju da postavi nacističkog simpatizera Vidkuna Quislinga na premijersku dužnost, što je kralj odbio učiniti. Nezadovoljni kraljevom odlukom, Nijemci su u znak odmazde opetovano bombardirali selo Nybergsund u kojem se kralj skrivao. Kralj je s obitelji i vladom uspio izbjeći u Veliku Britaniju, odakle je u radijskom prijenosu inspirirao svoj narod na borbu protiv nacističkog okupatora, čime je postao simbolom otpora.

### Nakon rata
Poslije oslobođenja i završetka rata, Haakon i njegova porodica vratili su se 7. lipnja 1945. godine u Norvešku, gdje su bili srdačno dočekani od naroda. Kralj je u kasno ljeto iste godine poduzeo turneju po Norveškoj kako bi svjedočio stupnju ratnog razaranja i doprinio oporavku zemlje.
Haakon je doživio nesreću u srpnju 1955. godine, a umro je dvije godine kasnije, nakon čega ga je naslijedio Olaf V.

## Vanjske poveznice
- Håkon VII. Hrvatska enciklopedija
- Haakon (Håkon) VII. Proleksis enciklopedija
- Haakon VII. Britannica
- Kralj Haakon VII. - kongehuset.no

| Prethodnik Oskar II. (1905.-1957.) | norveški kralj (1905.-1957.) | Nasljednik Olaf V. (1957.-1991.) |